# From Birth to Burial
From Birth to Burial è il settimo album in studio del gruppo musicale statunitense 10 Years, pubblicato nel 2015.

## Tracce
Musiche di 10 Years.
1. From Birth to Burial – 4:11
2. Selling Skeletons – 3:14
3. Vertigo – 3:38
4. Triggers and Tripwires – 3:20
5. Luna – 3:23
6. Crimson Kiss – 3:14
7. The River – 4:09
8. Ashes – 3:19
9. Survivors? – 4:04
10. Miscellanea – 3:26
11. Moisture Residue – 4:10

## Formazione
- Jesse Hasek – voce
- Ryan "Tater" Johnson – chitarra, cori
- Brian Vodinh – chitarra, batteria, basso